# Ángel de la Calle

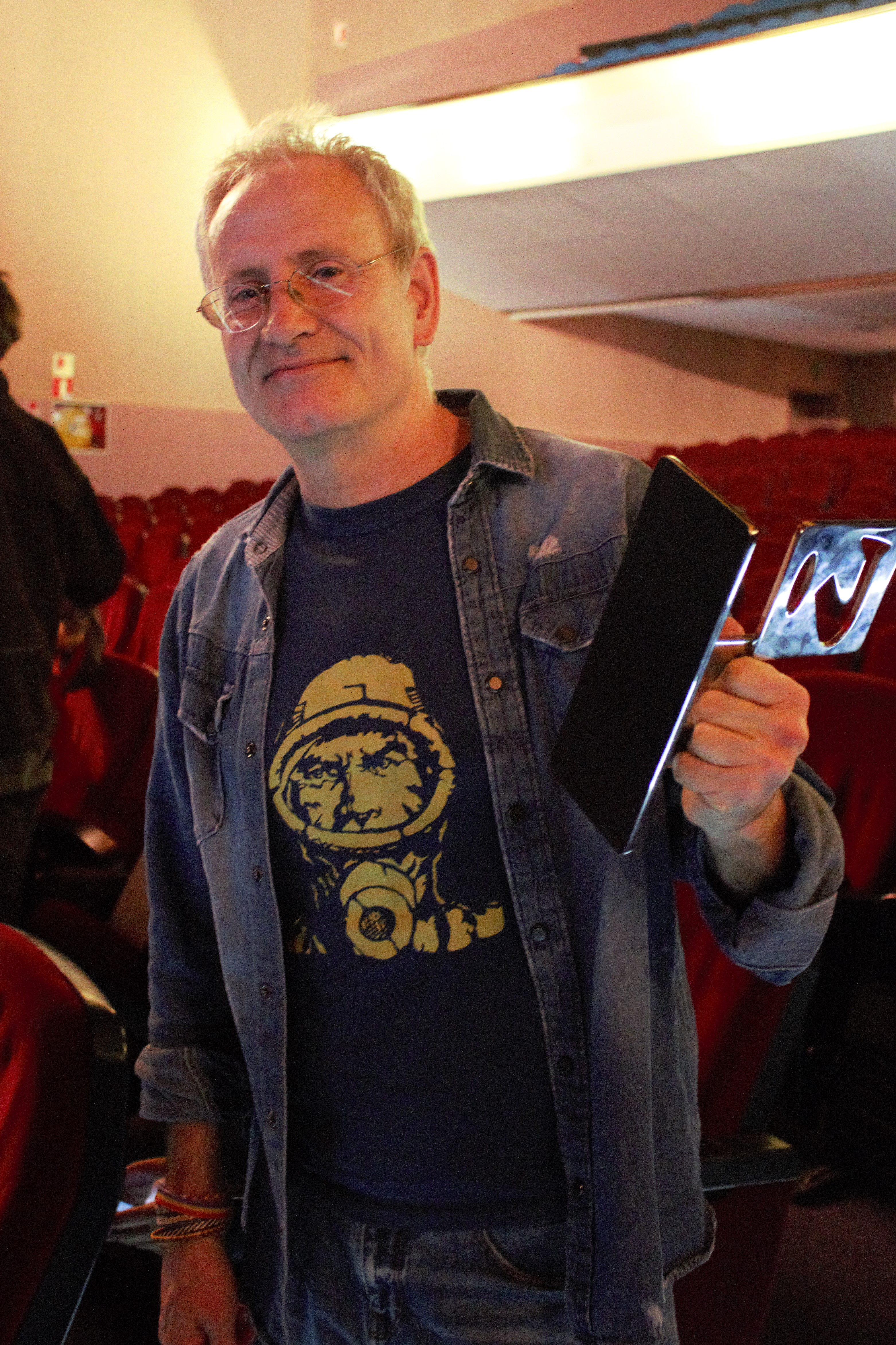
Con una camiseta de El Eternauta, en la edición del 2018 del Salón Internacional del Cómic de Barcelona, y con el premio obtenido en ella por Pinturas de guerra.

Ángel de la Calle Hernández (Molinillo de la Sierra, Provincia de Salamanca, 1958) es un ilustrador, autor y crítico de cómic español. Ligado a la Semana Negra de Gijón desde su nacimiento en 1988 y a las Jornadas del Cómic de Avilés.

## Biografía
Ángel de la Calle nació en Molinillo de la Sierra, una pequeña aldea de la Sierra de Salamanca, en 1958, pero su familia se trasladó a Gijón siendo él niño, y ha vivido en la ciudad asturiana desde entonces. Comenzó la carrera de Bellas Artes, pero no llegó a concluirla. 
Empezó su carrera profesional en los inicios del boom del cómic adulto en España, colaborando sucesivamente en revistas tan diferentes como Star (1977-1979) y, ya sin pausa, Rambla (1983-1985), Comix Internacional (1985-1986), Zona 84 (1987) y El Víbora (1987), así como en varias revistas foráneas: la sueca Tung Metal, la francesa Fantastik y la estadounidense Heavy metal. Desde 1987 participa también en la organización de la Semana Negra de Gijón. En el 2012 asumió la parte cultural de la dirección del festival.
Desde los años noventa se dedica al diseño gráfico y la escritura e ilustración infantil. También realiza storyboards para publicidad y para la película de Gonzalo Suárez El lado oscuro (1991). 
Desde 1996 publica la tira Mar y Mari en los periódicos asturianos La Nueva España y El Comercio. Estas tiras han sido recopiladas en nueve volúmenes, ocho de ellos autoeditados. Colaboró también en la fundación de las Jornadas Internacionales del Cómic Villa de Avilés. 
Desde 1999 es codirector junto a Jorge Iván Argiz de la revista de divulgación Dentro de la Viñeta. 
En el nuevo siglo, y aunque se gana muy bien la vida con la ilustración, siente la necesidad de crear historietas más ambiciosas: Nace así Modotti, una mujer del siglo XX, una biografía de la fotógrafa italiana Tina Modotti (1896-1942), editada originariamente en dos partes en 2003 y 2007 por Ediciones Sinsentido.
Inicia también su serie autobiográfica Diarios de festival (2006) y publica los libros teóricos Hugo Pratt. La mano de dios (2007) y El Hombre Enmascarado: En el sendero (2007).
En abril de 2017 publica "Pinturas de Guerra", obra con la que obtuvo el Premio a mejor obra de autor español durante el 36 Salón Internacional del Cómic de Barcelona, y tres nominaciones en la XVIII Edición de los Premios de la Crítica, de las que acabó ganando el galardón en las categorías de Mejor guionista y obra nacional.
En octubre de 2021 publica el cómic “O todos o ninguno. Historias de las comisiones obreras” junto con Esther Barbón y Paco Roca.
Colaboró en la Semana Negra de Gijón desde su creación en 1988 y fue su director desde 2012 a 2023.